# Lasoryjek
Lasoryjek (Sylvisorex) – rodzaj ssaków z podrodziny zębiełków (Crocidurinae) w obrębie rodziny ryjówkowatych (Soricidae).

## Zasięg występowania
Rodzaj obejmuje gatunki występujące w Afryce.

## Morfologia
Długość ciała (bez ogona) 43–110 mm, długość ogona 25–73 mm, długość ucha 5–17 mm, długość tylnej stopy 8–19 mm; masa ciała 2,3–30 g.

## Systematyka
Rodzaj zdefiniował w 1904 roku angielski zoolog Oldfield Thomas na łamach Abstracts of the Proceedings of the Zoological Society of London. Na gatunek typowy Thomas wyznaczył (oryginalne oznaczenie) lasoryjka błazeńskiego (S. morio).

### Etymologia
Sylvisorex: łac. sylva, silva ‘las, lesisty teren’; sorex, soricis ‘ryjówka’, od gr. ὑραξ hurax, ὑρακος ‘ryjówka’.

### Podział systematyczny
Do rodzaju należą następujące występujące współcześnie gatunki:
- Sylvisorex johnstoni (Dobson, 1888) – lasoryjek stokowy
- Sylvisorex akaibei Mukinzi, Hutterer & Barrière, 2009 – lasoryjek kongijski
- Sylvisorex lunaris O. Thomas, 1906 – lasoryjek księżycowy
- Sylvisorex ollula O. Thomas, 1913 – lasoryjek większy
- Sylvisorex oriundus Hollister, 1916 – lasoryjek mniejszy
- Sylvisorex isabellae Heim de Balsac, 1968 – lasoryjek wyspowy
- Sylvisorex corbeti Hutterer & Montermann, 2009 – lasoryjek nigeryjski
- Sylvisorex silvanorum Hutterer, Riegert & Sedláček, 2009 – lasoryjek wyżynny
- Sylvisorex pluvialis Hutterer & Schlitter, 1996 – lasoryjek deszczowy
- Sylvisorex camerunensis Heim de Balsac, 1968 – lasoryjek kameruński
- Sylvisorex morio (J.E. Gray, 1862) – lasoryjek błazeński
- Sylvisorex konganensis Ray & Hutterer, 1996 – lasoryjek samotny
- Sylvisorex vulcanorum Hutterer & W.N. Verheyen, 1985 – lasoryjek wulkaniczny
- Sylvisorex granti O. Thomas, 1907 – lasoryjek górski
- Sylvisorex howelli Jenkins, 1984 – lasoryjek tanzański

Opisano również gatunek wymarły z plejstocenu dzisiejszej Tanzanii:
- Sylvisorex olduvaiensis Butler & Greenwood, 1979